# 드라큘라: 전설의 시작
《드라큘라: 전설의 시작》(영어: Dracula Untold)은 2014년 공개된 미국의 영화이다. 브램 스토커의 고전소설 '드라큘라'의 주인공 블라드 가시공을 바탕으로 슈퍼히어로 드라큘라의 탄생을 그렸다. 게리 쇼어가 연출하고 루크 에번스가 주인공 드라큘라 역을 맡았다.

## 출연
- 루크 에번스 - 드라큘라 백작 블라드 체페슈 역
- 세라 개던 - 미레나 역
- 도미닉 쿠퍼 - 메메드 2세 역
- 서맨사 바크스 - 바바 야가 역
- 아트 파킨슨 - 인게라스 역
- 찰스 댄스 - 칼리굴라 역
- 윌리엄 휴스턴 - 카잔 역
- 퍼디낸드 킹즐리 - 함자 베이 역
- 노아 헌틀리 - 페트루 선장 역
- 딜런 귄
- 잭 맥가원
- 로넌 비버트

## 같이 보기
- 블라드 3세 체페슈